# 片岡巖
片岡巖（日语：／ Kataoka Iwao */?，1876年1月24日—1930年2月6日），日本福島縣人，日治時代台灣總督府法院通譯、台灣民俗學者，著有《日臺俚諺詳解》、《臺灣風俗》、《臺灣風俗誌》等書。

## 略歷
福島縣東白河郡出身。明治29年（1896年），渡台，歷任台灣總督府法院、台北地方法院檢查局、台南地方法院檢查局通譯等職。大正12年（1923年），因病退官。昭和12年（1930年），歿於台南市。著有《日臺俚諺詳解》、《臺灣風俗》、《臺灣風俗誌》等書，其中《臺灣風俗誌》為日治時代台灣人風俗習慣整理編纂之集大成著作。